# 都市美運動
都市美運動（としびうんどう、英語：City Beautiful movement）は、北アメリカで栄えた都市計画の革新運動。

## 概説
18世紀後半、アメリカ合衆国では移民の増加に伴って都市部の人口も増加していた。その都市部では建築費の安価なアパートが乱立した影響で、景観が著しく損なわれた。こうした状態は改めなければならないという考えによって、1890年代、都市美運動が展開されるようになった。都市美運動自体はわずか10年程度しか栄えなかったが、これ以後、アメリカ国内の住宅団地建設やイギリスでの田園都市（ガーデンシティ）運動など、20世紀初期に入ってからも都市形成において、都市美運動は大きな影響を残した。
チャールズ・マルフォード・ロビンソンが活躍した20世紀初頭のアメリカでは都市美への国民的な推進力は、断片的なものに留まるどころか都市自体に改革への熱狂に焦点を当てる意識的ニーズから、2O世紀初めの保護管理分子の公的なムードがことを求めていたことが知られる。この現実を説明しようと、クリントン・ロジャース・ウッドラフなどは1903年のAPOAAにおける会長演説で、自分の世代が解釈する都市の苦境を訴えている。その主張では、「都市は今や影響力の中心となった。都市が我々の運命を定めつつある。都市の盛衰によって我が国も盛衰するであろう」「この厳粛かつ意義のある重要な事実」の下で、「我々の都市を価値ある影響力のあるものにするために我々は何をすべきか?」と、彼は問うており、自らを高めるのみならず社会を改善するとしたジョン・ラスキンの著述や崇拝すべき芸術に夢中の聴衆に対し、その回答のうち少なくとも一部は、たんなる公園や建物や街路の美化ではなく都市全体の美化でなければならない、端的にいえば、都市は、その住民たちの改新された市民精神、ウッドラフが素晴らしい「共同生活の良識」と称するものを表現すべきであること、このようなビジョンを実現するためには、都市美の始動者たちは、その団体の設立動機にかかわらず審美的改善のアイデアしついて全国的蓄積を活用すべきであり、そして都市全体が美しく創られるべきと信じ、最も傑出した公共建築物や公園から生活街路や近隣住区の敷地に至るまでの市街地中に、市民的な関心のみならず審美的な調和や連続性を与えようと彼らは提案することになったという。改良家は、都市が相互関係を有する要素から構成されていることを理解するとともに、それら要素すべてについての公共利益を明瞭にする効力ある手段として美化を行なう必要がある、と訴えた。

### 都市美運動の影響を受けた主な都市

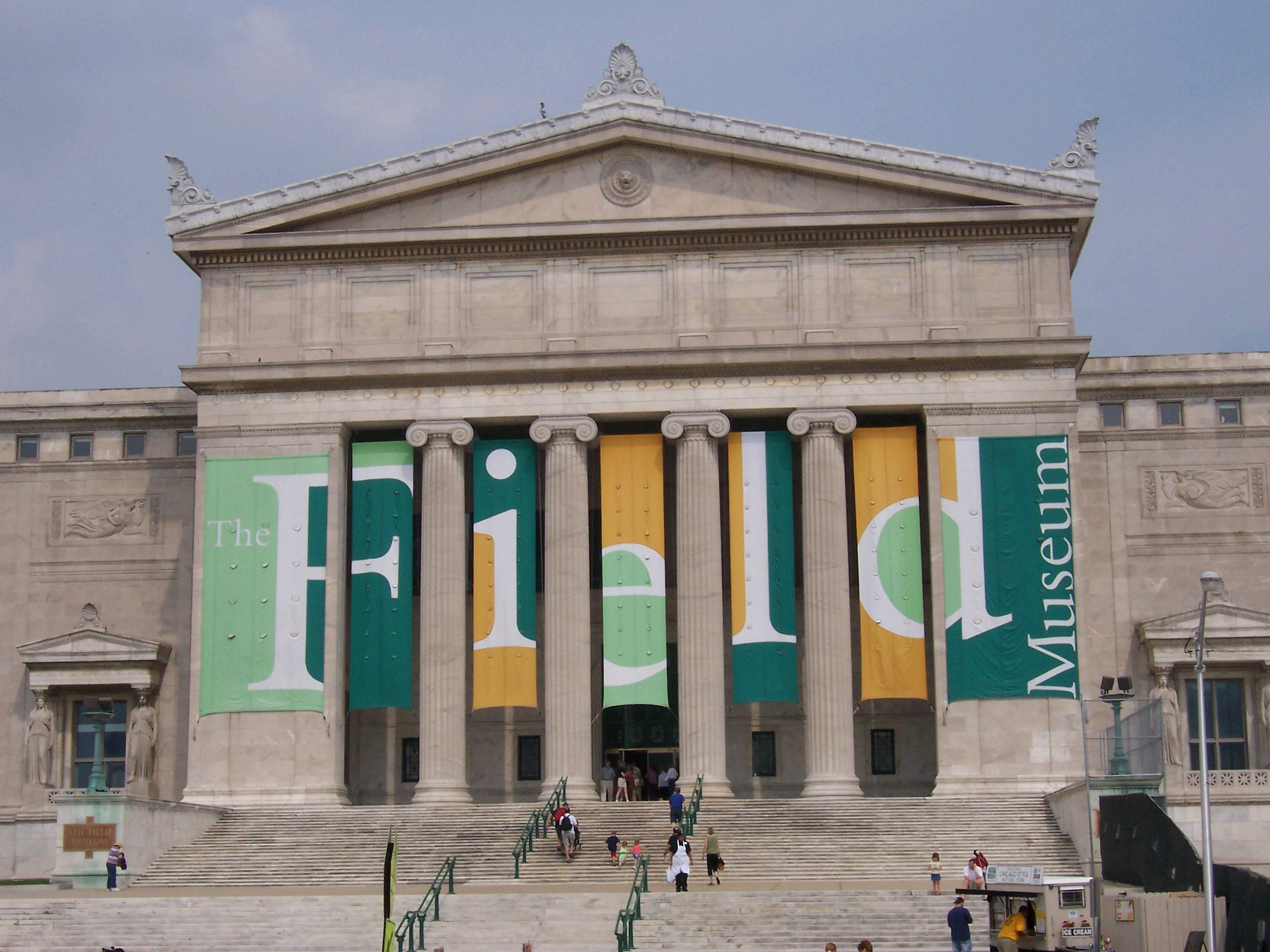
シカゴ、フィールド自然史博物館。都市美が意識された建築様式を取り入れている

- ワシントン（ナショナル・モール、リンカーン記念館、ユニオン駅）
- シカゴ
- リッチモンド
- クリーブランド
- コロンバス
- モントリオール
- デンバー
- マディソン（ステート・ストリートの州会議事堂とウィスコンシン大学キャンパス）
- ニューヨーク（マンハッタン地区、マニシパルビル）
- ピッツバーグ（オークランド地区）
- サンフランシスコ（シビックセンター）
- ニューヘイブン（イェール大学）

## 日本の都市美運動
1919年（大正8年）、旧都市計画法に風致地区、旧市街地建築物法（建築基準法の前身）に美観地区が創設された。これに伴い帝都東京の整備を意識した都市美運動が展開され、都市の美化について啓発宣伝と事業研究を行う都市美協会が設立された。しかし、都市美運動が栄えることはなかった。